# スピリット百瀬
スピリット百瀬（すぴりっとももせ、本名：大嶽重幸、1947年12月11日 - 2020年5月4日 ）は日本のプロマジシャン。愛知県出身。観客の近くで見せるカードマジック、コインマジックを得意とする。弟子には能勢裕里江がいる。

## 概要
- 1967年に名古屋より上京、日本奇術連盟の会長である長谷川治子の元で修行する。
- 沢浩、石田天海、高木重朗に師事。
- 1972年にPCMAハワイ大会に出場し、1995年にSAM全米ボストン大会にゲストとして出演した。
- 研ぎ澄まされた独創的な技術を持ち、TVでオリジナル技法であるカード投げを披露した。
- スライハンドマジック（手先の手練による手品）を追求する故に「カードの達人」、「マジックの求道者」、「孤高のマジシャン」、「神の手のマジシャン」などプロアマを問わずマジシャンから尊敬の念を持たれ、様々な表現で称される。

## 人物
- 一時、名古屋の松坂屋の手品売場でディーラーをしていた。クラシックギターにも興味を持っており、「アルハンブラ」などを弾いた。
- 大の酒好きでもあり、仕事が終わるとアルバイトを引き連れて近くの酒屋で立ち飲みをしたり、居酒屋でレバー刺などをつまみに一杯やるのが常であった。そのあとでいつも、やはり近くのデパートでディーラーをしていたパピヨン大西の所に立ち寄り、みんなでレストランへ行き、大西はメロンジュース、百瀬はビールを飲みながら延々と手品の話をした。
- ダンディな半面、少々ナイーブな面も持ち合わせており、緊張する時などは売り場を抜け出して近所の酒屋で一杯引っかけ、酒臭い息を吐きながら売り場に立つこともあった。
- プロとしてステージに立つようになってからも次第に酒に溺れ、ステージを投げるようになり、ついには行方不明に。数年後ホームレスをしているところを古い手品師仲間に見つかり、仲間の説得で入院、断酒に成功。そして、今は手品師として復帰した。ホームレス時代の話をライブですることがある。「何にもないけど時間だけはあった。枯れ葉を拾ってきてカードの消失や出現を何時間でもやっていた。手品だけは捨てられないんだと思った。」（ちょっといい話　芸人―より）

## ビデオ
『スピリット百瀬神の手のマジシャン・レクチャービデオDVD-BOX（四本セット）』、2006年